# Guadix
Guadix település Spanyolországban, Granada tartományban. Guadix Albuñán, Cogollos de Guadix, Lugros, Beas de Guadix, Marchal, Purullena, Benalúa, Fonelas, Villanueva de las Torres, Gorafe, Gor, Valle del Zalabí, Freila, Cuevas del Campo, Baza, Darro és Huélago községekkel határos. Lakosainak száma 18 725 fő (2024).

## Népesség
A település népessége az elmúlt években az alábbi módon változott:
| Lakosok száma | 19 448 | 20 035 | 20 296 | 20 395 | 20 375 | 18 898 | 18 796 | 18 422 | 18 462 | 18 725 |
|               | 2001   | 2004   | 2006   | 2009   | 2011   | 2014   | 2016   | 2019   | 2021   | 2024   |